# André Malraux
André Malraux (París, 3 de noviembre de 1901 - Créteil, 23 de noviembre de 1976) fue un novelista, aventurero y político francés. Se trata de un personaje representativo de la cultura francesa que giró en torno al segundo tercio del siglo XX, y en su vida se confunden los elementos novelados del escritor con la expresión del hombre público, la propaganda del político y la realidad de los hechos históricos que vivió. Esta mezcolanza ha llevado a alguno de sus críticos, como el biógrafo Olivier Todd, a considerar a Malraux «el primer escritor de su generación que logró edificar de una manera eficaz su propio mito».
André padecía el síndrome de Tourette, una afección que provocaba las características muecas, guiños y tics que tanto le distinguieron en vida durante sus apariciones públicas y entrevistas.
Registrado al nacer con el nombre Georges-André Malraux, su padre, Fernand, era un agente de bolsa apasionado por los inventos y la mecánica, que acabó abandonando a su familia. Se casó otra vez y tuvo de ese matrimonio dos hijos: Roland y Claude Malraux, y posteriormente se suicidó. André pasó una infancia acomodada en Bondy, suburbio de clase media en las afueras de París, en compañía de su madre Berthe, su tía y su abuela, quienes regenteaban una pastelería. A pesar de no sufrir estrecheces económicas y de disponer de una educación privada y un reducido grupo de buenos amigos, el escritor resumió, en las primeras líneas de sus Antimemorias, aquella etapa de su vida: «Casi todos los escritores que conozco recuerdan con cariño su infancia, yo odio la mía».

## Juventud y primeras letras
Abandona los estudios a los 18 años y se instala en París. Su formación es autodidacta. No cursa estudios universitarios, aunque frecuenta la Escuela de Lenguas Orientales, en la que nunca se matriculó. Consulta publicaciones de la Escuela Francesa de Extremo Oriente sobre hallazgos arqueológicos en las colonias francesas de Indochina. Subsiste mediante la compraventa de libros raros y antiguos y se familiariza con el mundo de la edición; realizará impresiones minoritarias de lujo para coleccionista y obras de pornografía fina. En lo personal, cultiva el dandismo y la apariencia elegante. Frecuenta los círculos artísticos de vanguardia (André Breton, Louis Aragon, Paul Éluard, Max Jacob, André Gide) y colabora en revistas culturales: su primer texto publicado se titulará Sobre los orígenes de la poesía cubista. A los veinte años autoedita su primer libro Lunes en papier (Lunas de papel), narración extravagante y fantástica, ilustrada con grabados de Fernand Léger, que posee en su estilo influencias del surrealismo y el movimiento Dadá.

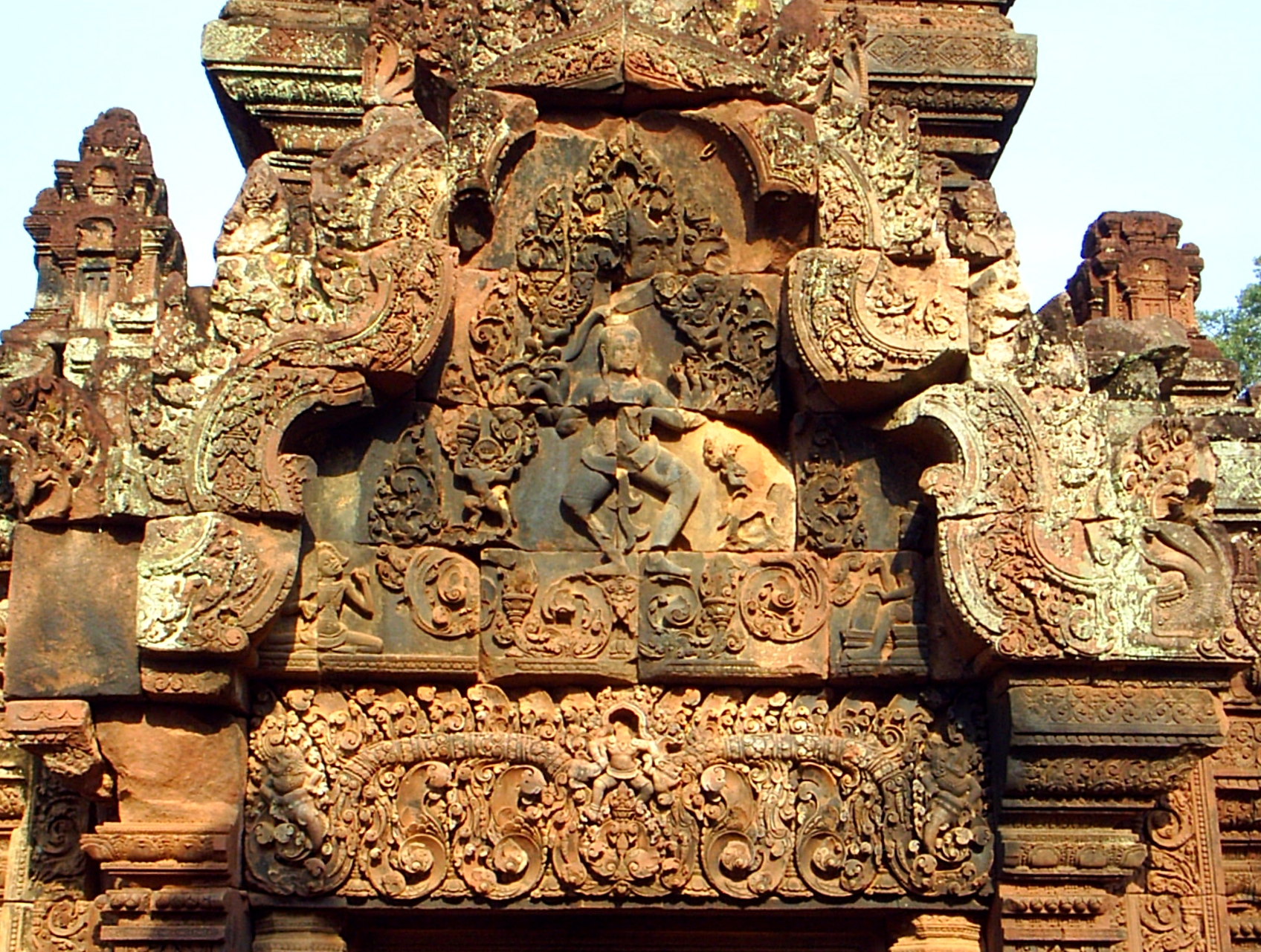
Exterior del templo de Banteay Srei

En 1921 contrae matrimonio con Clara Goldsmidt, hija de comerciantes alemanes emigrados de origen judío. Aconsejados por Fernand Malraux, la pareja invierte la dote de boda en acciones de una compañía minera mexicana. Tras la quiebra de ésta, André aprovechará sus conocimientos de arqueología oriental para organizar una expedición privada con el fin de robar piezas de arte jemer en Camboya. En 1923 se embarca con su esposa y su amigo de infancia Louis Chevasson hacia Saigón y desde allí se dirigen a Phnom Penh. En el templo abandonado de Banteay Srei, ubicado en el área de Angkor, arrancan varios relieves, pero son descubiertos y detenidos por las autoridades coloniales. Parte de estos hechos inspirarán su tercera novela, La vía real.

## Indochina y el compromiso literario
André y Louis son procesados en Saigón y condenados a prisión en 1924, pero no llegaron a cumplir condena. Malraux aprovechó las sesiones del juicio para, irónicamente, llamar la atención sobre la falta de protección del patrimonio arqueológico francés, además de provocar la movilización de sus amigos intelectuales en la metrópoli. Conoce de primera mano el sistema judicial, la burocracia colonial y la segregación racial de los nativos en el territorio de ultramar. Su enemistad con la administración regional, así como con algunos periódicos locales, se acentuó al año siguiente, cuando funda junto al abogado Paul Monin el diario L´Indochine, de marcado corte crítico con el sistema colonial. La existencia de esta publicación será breve, ahogada por la competencia, el boicoteo oficial y las deudas. Tras soportar la censura y un primer cierre, el periódico cambia su nombre por el de L´Indochine Enchaînée (Indochina Encadenada). Hasta su cierre definitivo en 1926, el codirector André Malraux entrenará la prosa con noticias y artículos de opinión especialmente cáusticos con las instituciones y denunciará los desmanes contra la población indígena. También cultivará el estilo y la narrativa a través de relatos insertos en el periódico, como La expedición de Ispahán, donde la aventura, la metafísica y el surrealismo se dan la mano.
En estos años, Malraux se ha impregnado de la cuestión social sobre ciertas desigualdades, de la lucha por superarlas y del compromiso del escritor con la sociedad que le rodea. Conocerá, nunca de primera mano, los sucesos que convulsionan China, como la huelga general de Cantón, la rebelión de Shanghái, el ascenso del Kuomintang y la represión contra los comunistas. Estos serán los materiales con los que compondrá dos de sus novelas: Los conquistadores y La condición humana.

## Malraux en España
En 1936, al comienzo de la guerra civil española, Malraux se pone a disposición del gobierno de la Segunda República.

### La Escuadrilla España

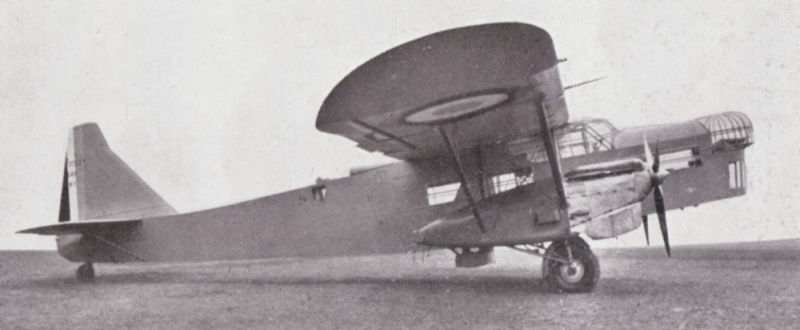
Avión Potez 54

Gracias a sus contactos con personalidades del Ministerio del Aire francés (entre los que se encontraba Jean Moulin, futuro líder de la Resistencia) consigue movilizar bombarderos, cazas y aparatos de escolta que serán pagados con fondos del gobierno español. Incluso después de la formación del Comité de No Intervención comprará en Francia nuevos aparatos a través de países terceros. El escritor contrata también las tripulaciones, formadas por voluntarios y profesionales, algunos procedentes del servicio de la Compagnie Générale Aéropostale francesa.
Una vez que hombres y equipo llegan a Madrid, el propio Malraux los organiza con el nombre de «Escuadrilla España». El grupo tuvo un máximo de ciento treinta miembros. En total realizará veintitrés misiones de ataque entre agosto de 1936 y febrero de 1937, fecha de su disolución.
Para darle carácter oficial, el ministerio del Aire español otorga a Malraux el grado de teniente coronel, a pesar de no haber realizado siquiera el servicio militar.
El ahora coronel-escritor administra su escuadrilla de forma casi independiente: en Albacete, recluta a su propia tropa, que no se subordina a las Brigadas Internacionales organizadas por André Marty, acérrimo defensor de la disciplina y la ortodoxia estalinista. El heterogéneo grupo de pilotos, ametralladores, mecánicos, comunistas, anarquistas, etcétera, de distintos países están unidos por su antifascismo. Por otro lado, en la jerarquía militar Malraux sólo responde ante el general Ignacio Hidalgo de Cisneros, jefe del Ministerio del Aire.
La libertad de acción acarrea, sin embargo, una grave carencia de suministros y repuestos para la escuadrilla. El número de aparatos va menguando por los combates y los accidentes. Se añaden a esto las maniobras de André Marty para que la Escuadrilla España quede bajo su mando. Contra ello, Malraux consigue que su unidad se integre en el ejército regular y dentro de la Fuerza Aérea republicana, una vez rescindidos los contratos de los profesionales; el grupo será rebautizado por sus miembros como Escuadrilla Malraux en honor de su jefe.
Con todo, las pérdidas son cada vez mayores. Mientras cubren la retirada de Málaga, los dos últimos bombarderos de la unidad son derribados y la escuadrilla se disuelve. A partir de entonces, Malraux dedica todos sus esfuerzos a labores de propaganda y recolección de fondos para la República en el extranjero.

### El rodaje deEspoir. Sierra de Teruel
Peculiar filme que anticipa de alguna manera el neorrealismo italiano; ya durante la década del veinte había intentado promover en Francia la cinematografía del expresionismo alemán, hecho que lo sitúa en una posición encontrada con la tendencia abstracta de un cubismo que va a constituir la dominante en el estilo racionalista del alto modernismo.
El 20 de julio de 1938 comenzaba en los estudios de Montjuich (Barcelona) el rodaje de Sierra de Teruel, intento de llevar a la pantalla el episodio vivido en Valdelinares. Un bombardero fue derribado durante la contienda, y los civiles que lo presenciaron acudieron a ayudar a descender a los heridos. El espectáculo de solidaridad y respeto impresionó a Malraux, que se inspiró para escribir su libro L'Espoir, que se publicaba en prensa por fascículos, y trata temas arraigados en la cultura española, como la muerte, la fraternidad, el destino trágico, y el compromiso político. Cuando Malraux acude a los Estados Unidos como representante de la República para recaudar fondos para hospitales y propaganda le ofrecen la posibilidad de tener a su servicio 1800 salas de cine. Esto supondría unos 3 millones de espectadores. Nace entonces la idea de adaptar la idea del libro para realizar una película que se proyectaría en salas de todo el mundo para conseguir adeptos a la causa republicana.
El Gobierno Republicano respaldó económicamente el proyecto, en el que participó Max Aub traduciendo el guion, aportando ideas y facilitando la dirección, ya que la mayoría del equipo hablaba español. No todo el reparto estaba formado por actores profesionales. Muchos fueron los esfuerzos durante el rodaje, no solamente económicos, sino condicionados por unas precarias condiciones de guerra, con cortes de luz, bombarderos y demás penurias. Ambientada en Teruel, los exteriores corresponden a Cataluña, ya que Teruel estaba demasiado próxima a las líneas enemigas. Sin embargo el rodaje se vio interrumpido por el avance de la guerra cuando aún faltaba rodar 11 de las 39 secuencias previstas. El equipo se trasladó a Francia y allí se rodaron en estudio escenas de transición para poder enhebrar las secuencias grabadas.
Malraux pidió a Darius Milhaud que compusiera la banda sonora, que sólo se oye al final, en una secuencia muy dramática. En la mayoría del film prevalece el sonido ambiente, una peculiaridad de Sierra de Teruel que le aporta gran significación. El espesor sonoro es considerable: a la vez que los diálogos se pueden oír los sonidos de la naturaleza (el ganado) y, en el fondo, los sonidos de la guerra. La obra de Malraux presenta una gran sensibilidad por el universo sonoro, y esto se ve reflejado en la película.
La primera copia de la película está lista en julio de 1939, pero entonces la contienda ya está perdida y la película ha perdido su funcionalidad, la de implicar al mundo en la lucha a favor de la República. Se presentó al gobierno republicano en el exilio en un cine de los Campos Elíseos de París pocos días antes del inicio de la Segunda Guerra Mundial. Se proyectó dos veces en París y en pases privados, pero el Gobierno de Franco presionó a la diplomacia francesa en Madrid (al entonces embajador de Francia en Madrid, Philippe Pétain) hasta que la censura prohibió su exhibición pública. Durante la Segunda Guerra Mundial se destruyeron todas las copias que se encontraron, por lo que se llegó a pensar que la película se había perdido para siempre, hasta que se descubrió una bobina etiquetada con un nombre que no correspondía al título. Se hicieron copias y se estrenó el año 1945, y se presentó como un filme francés. En España no se vio hasta 1977.

### Obra excéntrica
Según Santos Zunzunegui lo es porque no está realizada por un director de cine, sino por un escritor de obras muy cinemáticas, muy visuales; la obra de Malraux es una literatura casi «de montaje», la unión entre capítulos y peripecias no está predeterminada, sino que la obra se deriva de una serie de sucesos encadenados, como en el cine. También es excéntrica en cuanto a su nacionalidad, ya que aunque la producción se realiza con capital español, la mayoría del metraje se rueda en España y el equipo lo forman también mayoritariamente españoles, el director es francés, se acaba de rodar en Francia y es allí donde se monta y donde se hace posible su distribución. Sin embargo, es una película española, como hizo notar Max Aub, a pesar de que no se indicara así en los títulos de crédito y de que se cambiara el nombre de Sierra de Teruel por el de Espoir, en referencia a la obra de la que parte, L'Espoir. La relación entre la obra literaria y la fílmica es tanto una adaptación como no lo es, ya que algunos elementos se concibieron exclusivamente para la película, surgieron directamente de la inspiración del autor y de Max Aub durante el rodaje. Por último, también sería excéntrica por su situación en la historia del cine, entre los filmes políticos de izquierdas de finales de los 20 y principios de los 30, y el neorrealismo italiano que surgirá más adelante; es así porque estilísticamente se aleja del cine de montaje soviético, tiene una vocación casi de documental, cercana a la realidad. Se aleja del documental al construir una ficción con montaje en paralelo y suspense.
«No es un documental sino un documento. Un homenaje al pueblo español a tantos venidos de cien partes del mundo para defenderlo y, espejo de lo mismo, un homenaje de estos al pueblo español, defensor entonces de su honra y su libertad»: Max Aub, escritor y colaborador en el rodaje de la película.

## Hechos posteriores
Escapado de un campo de prisioneros en 1941, dirige la brigada «Alsace-Lorraine» durante la liberación del suelo francés en la II Guerra Mundial.
A partir de 1947 se une al general De Gaulle, quien lo nombrará ministro del Interior, luego de Cultura de 1958 a 1969. Como ministro, Malraux mezcla política de prestigio y obra social. No debe olvidarse que fue el pionero de las Maisons de Jeunes et de la Culture que marcaron profundamente la vida de los municipios y de los barrios en Francia durante varias décadas. Pero la cultura de Malraux en materia de arte y su fraternidad con artistas de primer nivel (Matisse, Braque, Picasso, Giacometti) distinguen particularmente la obra del ministro: nombra en el Odeon a André Masson, en la Ópera de París a Marc Chagall, envía la Gioconda de Leonardo da Vinci a Estados Unidos, restaura el Palacio de Versailles. Siguiendo su pasión por la arqueología, impulsa la rama submarina, creando la Direction des Recherches Archéologiques Sous-Marines, que tendría su sede principal en Marsella. También tuvo un papel destacado en la salvación de los monumentos egipcios amenazados por la presa de Asuan. Malraux no cesa de hacer brillar la cultura francesa en el mundo.
A pesar de estar volcado en la política cultural, desligado de otros conflictos, el presidente De Gaulle, le confió organizar al gaullismo cara a las difíciles elecciones generales de noviembre de 1962 tras la reforma constitucional aprobada poco antes. Consiguió aunar las fuerzas del centro y derecha y fue responsable en buena medida del éxito que el 25 de noviembre obtuvieron, logrando una ajustada mayoría absoluta.
Fue ministro de Charles de Gaulle hasta su caída en 1969 tras los sucesos de mayo del 68. Se mostró contrario a ellos, preocupado por lo que él consideraba nihilismo de los estudiantes. Así estuvo en primera fila durante la gran manifestación del 30 de mayo en que se reclamó el regreso del orden. Fue de las pocas personas que el viejo general quiso recibir antes de su muerte.
En el curso de su vida, marcada por tragedias personales (pierde a su esposa Josette Clotis en condiciones dramáticas y luego a sus dos hijos mayores en un accidente de tráfico en 1961), trató a las grandes personalidades del mundo político (Mao Zedong, John F. Kennedy y Jawaharlal Nehru, por ejemplo) y mantuvo un diálogo constante con los grandes artistas: Pablo Picasso, Marc Chagall, Georges Braque, Maurice de Vlaminck, André Derain, Fernand Leger, Jean Cocteau, André Gide, Max Jacob, Pierre Reverdy y Louise de Vilmorin, quien fue su última compañera.
En total tuvo tres esposas y cuatro hijos, de los cuales sólo sobrevivieron Florence y Alain. Con su hija tuvo un conflicto cuando esta firmó en septiembre de 1960, un manifiesto a favor de los jóvenes insumisos a la guerra de Argelia, no reconciliándose hasta 1968.
Autoproclamado «hombre de libertades», Malraux jamás se creyó atado a un dogma y, a través de sus mutaciones, solo fue fiel a su necesidad de superación, a su heroísmo duro que excluye apelar a utopías consoladoras.
En 1976 recibió el Premio Internacional Alfonso Reyes. Fue nombrado miembro de número de la Academia Nacional de Bellas Artes.
Falleció el 23 de noviembre de 1976.

## Obra
- Lunes en Papier, Galerie Simon, París 1921
- La Tentation de l'Occident, Grasset, París 1926
- Royaume Farfélu, Gallimard, París 1928
- Les Conquérants, Grasset, París 1928
- La Voie Royale, Grasset, París 1930
- La condición humana, Gallimard, París 1933 (Premio Goncourt)
- Le Temps du Mépris, Gallimard, París 1935
- L'Éspoir, Gallimard, París 1937
- Choderlos de Laclos in Tableau de la Littérature Française, XVIIè-XVIIIè siècles, Gallimard, París 1938
- La lutte avec l'Ange, novela, 1.ª parte Les Noyers d'Altenburg, Éditions du Haut-Pays, Lausanne 1943
- Les Noyers d'Altenburg, Gallimard, París 1948
- Scènes choisies Gallimard, París 1946
- Le musee imaginaire, Gallimard, París 1947
- Esquisse d´une Psychologie du Cinéma, Gallimard 1947
- Goya, Skira, Ginebra 1949
- La Psychologie de l´Art. T.1: Le Musée imaginaire; T.2: La Création artistique; T.3: La Monnaie de l´Absolu, Skira, Ginebra 1947-49
- Les Voix du Silence, Gallimard París 1951
- Le Musée imaginaire de la sculpture mondiale. I La statuaire; II Des bas-reliefs aux grottes sacrées; III Le monde chrétien , Gallimard, París 1952-1955
- Le Miroir des Limbes: I Antimémoires; II La Corde et les souris, Gallimard, París 1972 y 1976
- Lettres choisies 1920-1976. Gallimard París 2012
- Oeuvres complètes (6 vols.) en la Bibliothèque de la Pléiade, Gallimard, París 1989-

## Traducciones al español
- La condición humana, primera traducción al español, de César A. Comet, Ediciones Sur, Buenos Aires 1936
- La tentación de Occidente, traducción al español de Eva Aladro Vico, Editorial La Umbría y la Solana, Madrid, 2017
- "La esperanza", traducción al español de José Bianco, Editorial Sur y Editorial Sudamericana, Buenos Aires, octubre 1937.
- Antimemorias, traducción al español, de Enrique Pezzoni, Editorial Sudamericana, Buenos Aires, 1968